# Aigua fossilitzada

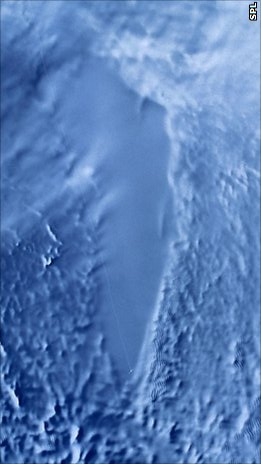
El llac Vostok té aigua fossilitzada

Aigua fossilitzada és aigua subterrània que ha romàs segellada en un aqüífer durant un llarg període. L'aigua pot restar en "aqüífers fòssils" durant milers o milions d'anys. Quan els canvis geològics del voltant fan que l'aqüífer no s'ompli més per les precipitacions, l'aigua esdevé atrapada dins i es coneix com a aigua fossilitzada.
L'aqüífer Ogallala i l'aqüífer de pedres sorrenques de Núbia es troben entre els més notables entre els que tenen aigua fossilitzada. També hi ha aquest tipus d'aqüífers al Sàhara, el Kalahari, i la Gran Conca Artesiana. A l'Antàrtida el Llac Vostok té l'aigua fossilitzada.
L'aigua fossilitzada no és un recurs renovable. Tenen poca recàrrega i l'èxtracció de la seva aigua es fa com una activitat minera.